# SöStB Bazin
A SöStB   Bazin – Rákos egy szerkocsis gőzmozdonysorozat  volt a cs. kir. Délkeleti Államvasútnál (SöStB).

## Története
A SöStB ezzel a 4 db 1B tengelyelrendezésű mozdonnyal  személyvonati mozdonyállományát kívánta növelni. A Bécsújhelyi Mozdonygyár 1851-ben megépített mozdonyoknak a BAZIN, DÉVÉNY,  LOSONCZ ,  RÁKOS  neveket és a 65-68 pályaszámokat adták. A mozdonyok állókazánjai patkó alakú rostélyokkal készültek, hosszkazánjuk dóm nélküli volt.
1855-ben az Osztrák–Magyar Államvasút-Társaság (ÁVT) (németül: Staats-Eisenbahn-Gesellschaft, StEG) megvásárolta a SöStB-t és a mozdonyait átszámozta. A sorozat mozdonyai  előbb a 92-95, majd 1873-tól a 26-29 pályaszámokat kapták. 1891-ben a magyar pályarészek államosításakor a mozdonyok a MÁV-hoz kerültek, a RÁKOS-t selejtezték anélkül, hogy pályaszámot kapott volna, a többi mozdonyt pedig a IIr. osztály 1283-1285 pályaszámtartományba osztották. 1895-ben közülük kettőt, 1897-ben pedig az utolsót is selejtezték.